# Crieu
Le Crieu est une rivière du département de l'Ariège et de la région Occitanie, affluent de l'Ariège (rive droite) et donc sous-affluent de la Garonne.

## Géographie

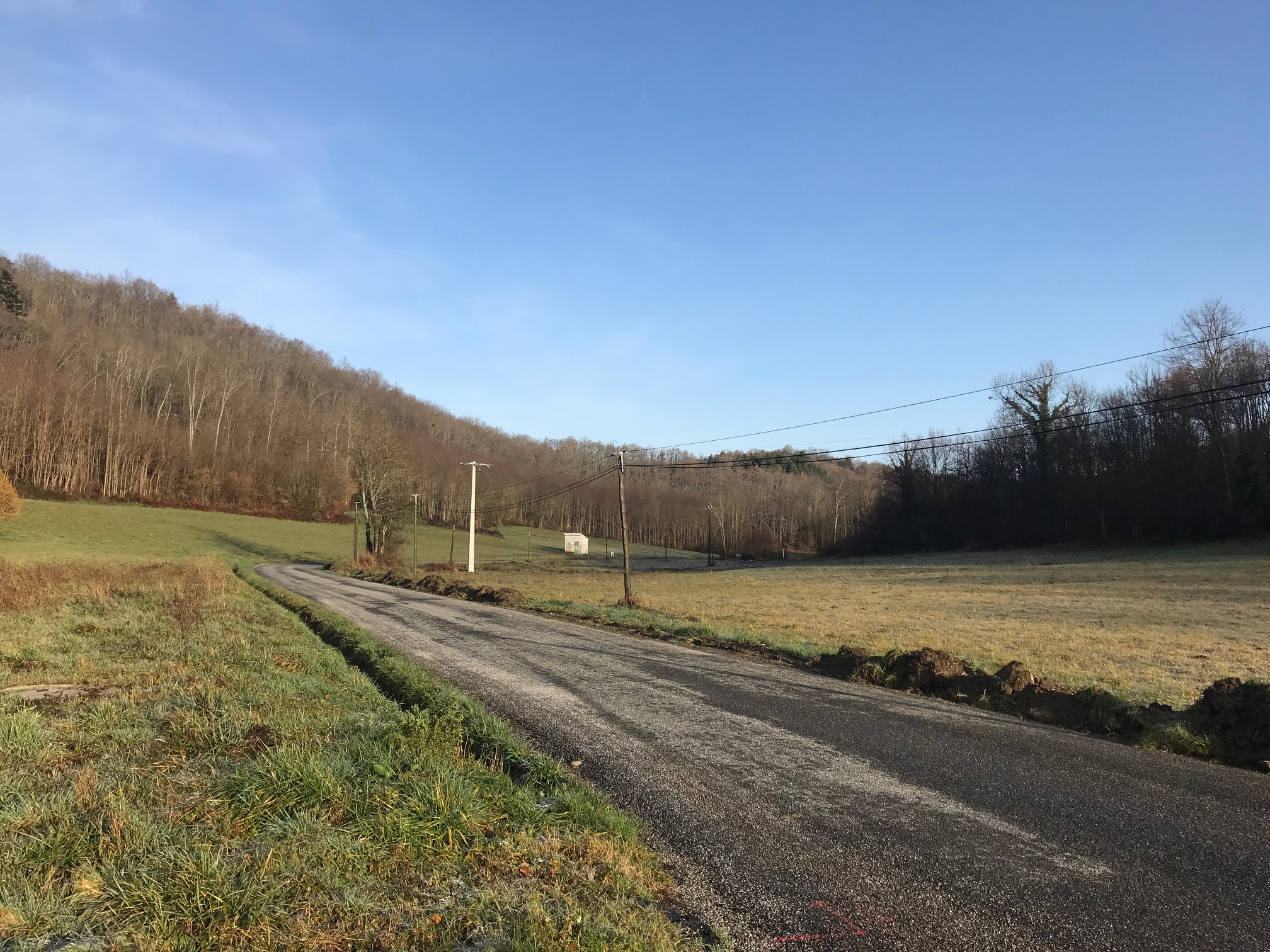
Les abords du col de Sarnac (ou de la Chioulade), ou le Crieu prend sa source.

De 34,8 km de longueur, le Crieu prend sa source au col de la Chioulade, dans le massif du Plantaurel, entre les villages du Carla-de-Roquefort et de Ventenac, à environ 500 mètres d'altitude.
Le Crieu perd une partie significative de son débit dans les terrains très perméables qu'il traverse au-delà de Verniolle, alimentant ainsi une nappe qui jaillit en sources abondantes en contrebas des terrasses, en bordure du lit de l'Ariège (à Pamiers, Bonnac et Le Vernet).

## Aménagements
Une rivière détournée pour la mise en valeur des sols ?
Une hypothèse du début du XXe siècle fait état d'un possible détournement vers le nord du cours inférieur du Crieu par les Wisigoths,. Les éléments mis en avant sont d'abord le brusque coude que fait la rivière  vers le nord au niveau de la route de Pamiers à Mirepoix (RD119), au lieu de suivre la pente naturelle du terrain vers l'ouest, directement vers l'Ariège, ou vers le nord-ouest en direction du centre-ville de Pamiers ; ensuite, le fait que la rivière semble alors suivre une des « arêtes de la plaine », ce qui est « contraire à la configuration du sol » ; enfin le fait que les Wisigoths ont effectué des travaux similaires dans le Roussillon. Dans une étude antérieure, un creusement artificiel du Crieu est attribué aux Sarrasins, afin d'en domestiquer les débordements.
Un autre argument, non mentionné dans ces études du début du XXe siècle est d'ordre géologique. Parmi les trois types de terrasses alluvionnaires qui composent la plaine de Pamiers, les plus basses sont constituées de terres médiocres avec une énorme proportion de galets, mais d'autres, plus élevées, sont d'une excellente qualité. Il n'est donc pas exclus qu'à date ancienne, le cours du Crieu ait été détourné et légèrement haussé, en vue de profiter au maximum de ces bonnes terres élevées.

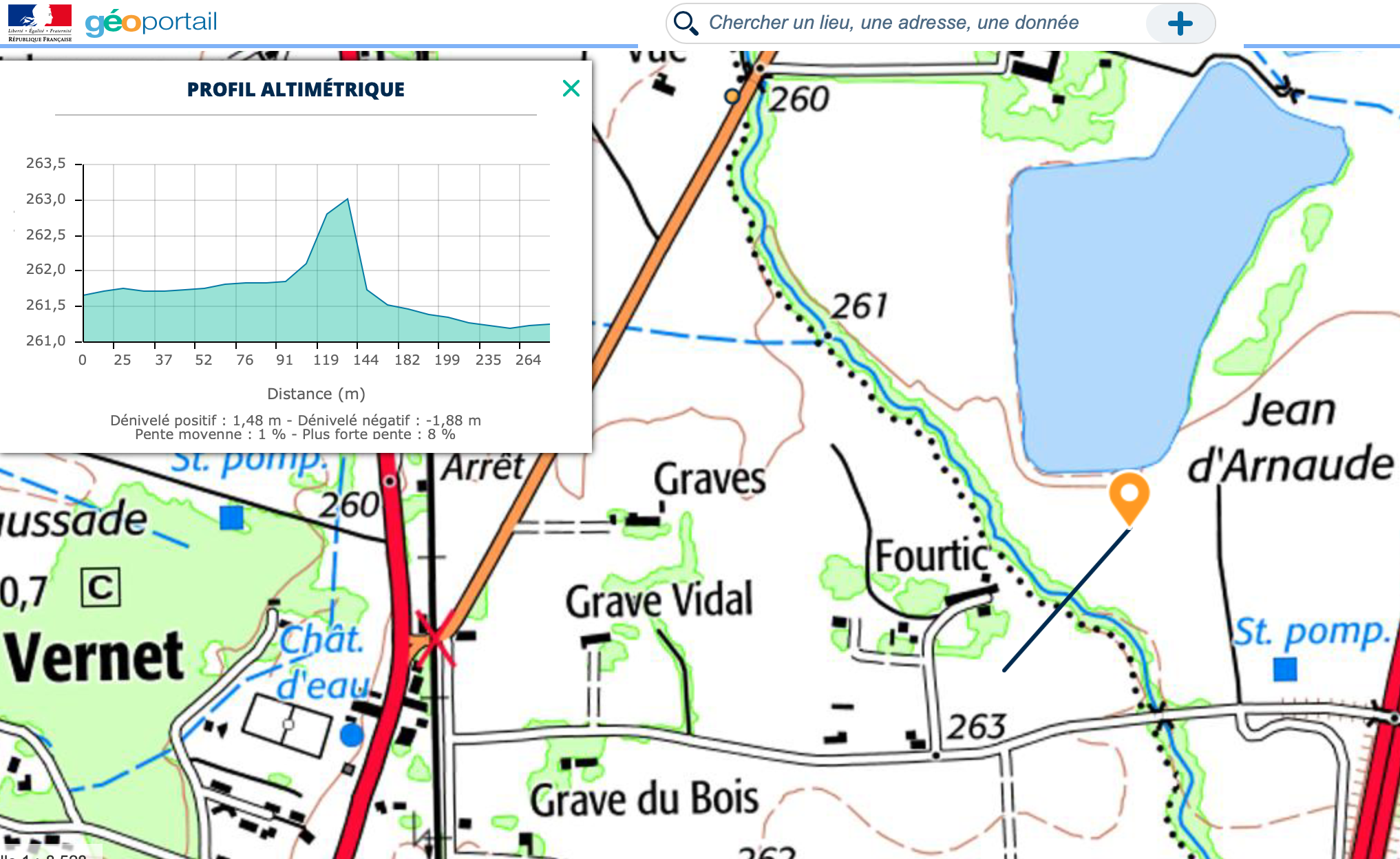
Profil altimétrique aux alentours du Crieu vers la commune du Vernet.

Au début du XXe siècle, la cartographie et la géodésie altimétrique n'étaient pas suffisamment avancées pour avoir accès à des profils altimétriques détaillés à l'échelle du mètre, ce qui est le cas aujourd'hui avec les outils de haute technologie. La figure ci-contre montre un extrait de la carte topographique IGN moderne. L'agglomération en bas à gauche est Le Vernet, en haut à droite se trouve la ferme modèle de Royat sur la commune de Montaut, et en bas à droite une portion de l'autoroute A66 « L'Ariégeoise ». Un profil altimétrique le long du segment en noir (avec un repère orange) sur environ 125 m de part et d'autre de la rivière est porté dans le cartouche en haut à gauche. Le lit du Crieu est situé exactement au sommet du profil, à l'altitude 263 m. Les terrains avoisinants sont à une altitude d'environ 261,5 m, sur une longue distance, au-delà des limites du profil présenté. Cette configuration, peu naturelle pour un cours d'eau, est présente sur environ une douzaine de kilomètres de long, entre le brusque coude mentionné ci-dessus (vers la RD119) au sud, jusqu'aux environs du domaine de Peyroutet au nord. Au-delà de cette limite, l'écoulement reprend une allure conforme à la configuration du sol environnant, la dérivation du cours d'eau ayant atteint la tête d'un autre vallon, naturel celui-ci.
Noter également la forme peu habituelle (pour un écoulement du sud vers le nord) des lignes de niveau 260 m (trait bistre plein) et 262,5 m (trait bistre pointillé) aux environs du cours d'eau au centre de la figure.
Une telle configuration avec un cours d'eau plus élevé que les terrains avoisinants ne peut être durable que si le cours d'eau est soigneusement endigué, ce qui est le cas pour cette portion du Crieu, longé par deux rideaux d'arbres surélevés. Lors des grandes crues du Crieu, celui-ci contribue encore à fertiliser les bonnes terres avoisinantes en y déposant de riches alluvions par débordement.
D'autres cours d'eau des environs, de moindre importance, semblent également avoir été détournés afin d'en maintenir l'altitude élevée le plus longtemps possible: la galage de Fontanet prend naissance par la brusque dérivation, soigneusement endiguée, d'un torrent dévalant du flanc sud-ouest du Cap de Ca vers l'Ariège, dans la commune de Dalou (au point côté 355 m), ce qui au passage montre qu'une galage peut être aussi bien un canal d'irrigation que de drainage; le ruisseau de la Fage prend un cours non naturel au sud-est du Courbas, commune de Varilhes, afin de ne pas se jeter immédiatement dans la galage de Fontanet en contrebas; enfin, le Crieu lui-même suit brièvement un cours non naturel entre Les Rives en amont de Verniolle et le point où il rejoint le ruisseau de la Galage en aval de la même commune, poursuivant alors son cours naturel probable jusqu'à la longue dérivation mentionnée ci-dessus près de la RD119. Tout ceci tend à démontrer un effort pour irriguer au mieux les parties hautes (orientales) de la plaine de Pamiers et tenter de déplacer les apports de limon vers les bonnes terres.

## Département et communes traversés
- Ariège : Ventenac, Malléon, Ségura, Saint-Félix-de-Rieutord, Coussa où il gagne alors la plaine de l'Ariège (ou Agarnaguès), Verniolle, La Tour-du-Crieu, Villeneuve-du-Paréage et Montaut, avant de se jeter dans l'Ariège, entre Le Vernet d'Ariège et Saverdun.

## Principaux affluents
- Ruisseau du Bousquet : 4,8 km
- Ruisseau de Guinot : 3,9 km
- Ruisseau de Baylé : 4,3 km
- Ruisseau de la Galage : 6,1 km